# العلاقات البريطانية المنغولية
العلاقات البريطانية المنغولية هي العلاقات الثنائية التي تجمع بين المملكة المتحدة ومنغوليا.

## مقارنة بين البلدين
هذه مقارنة عامة ومرجعية للدولتين:
| وجه المقارنة                                              | المملكة المتحدة                 | منغوليا         |
| --------------------------------------------------------- | ------------------------------- | --------------- |
| المساحة (كم2)                                             | 242.50 ألف                      | 1.57 مليون      |
| عدد السكان (نسمة)                                         | 66.02 مليون                     | 3.08 مليون      |
| الكثافة السكانية (ن./كم²)                                 | 272.25                          | 1.96            |
| العاصمة                                                   | لندن                            | أولان باتور     |
| اللغة الرسمية                                             | لغة إنجليزية، اللغة الويلزية    | اللغة المنغولية |
| العملة                                                    | جنيه إسترليني                   | توغروغ منغولي   |
| الناتج المحلي الإجمالي (بليون دولار)                      | 2.62 تريليون                    | 11.49 مليار     |
| الناتج المحلي الإجمالي (تعادل القوة الشرائية) بليون دولار | 2.72 تريليون                    | 36.16 مليار     |
| الناتج المحلي الإجمالي الاسمي للفرد دولار أمريكي          | 43.88 ألف                       | 3.97 ألف        |
| الناتج المحلي الإجمالي للفرد دولار أمريكي                 | 40.23 ألف                       | 11.95 ألف       |
| مؤشر التنمية البشرية                                      | 0.907                           | 0.727           |
| رمز المكالمات الدولي                                      | +44                             | +976            |
| رمز الإنترنت                                              | .uk، .gb                        | .mn             |
| المنطقة الزمنية                                           | توقيت غرينيتش، توقيت غرب أوروبا | ت ع م+08:00     |

## مدن متوأمة
في ما يلي قائمة باتفاقيات التوأمة بين مدن بريطانية ومنغولية:
- ترتبط ليدز [الإنجليزية]‏ مع أولان باتور باتفاقية توأمة.

## منظمات دولية مشتركة
يشترك البلدان في عضوية مجموعة من المنظمات الدولية، منها:
| علم المنظمة | اسم المنظمة                               | تاريخ انضمام المملكة المتحدة | تاريخ انضمام منغوليا |
| ----------- | ----------------------------------------- | ---------------------------- | -------------------- |
|             | منظمة التجارة العالمية                    | 1995                         | ?                    |
|             | منظمة الأمن والتعاون في أوروبا            | 25 يونيو 1973                | 21 نوفمبر 2012       |
|             | الاتحاد الدولي للاتصالات                  | 24 فبراير 1871               | 27 أغسطس 1964        |
|             | المركز الدولي لتسوية المنازعات الاستشارية | 18 يناير 1967                | 14 يوليو 1991        |
|             | مؤسسة التنمية الدولية                     | 24 سبتمبر 1960               | 14 فبراير 1991       |
|             | منظمة حظر الأسلحة الكيميائية              | ?                            | ?                    |
|             | يونسكو                                    | 4 نوفمبر 1946                | 1 نوفمبر 1962        |
|             | الأمم المتحدة                             | 24 أكتوبر 1945               | 27 أكتوبر 1961       |
|             | وكالة ضمان الاستثمار متعدد الأطراف        | 12 أبريل 1988                | 21 يناير 1999        |
|             | بنك التنمية الآسيوي                       | 1966                         | 1991                 |
|             | البنك الدولي للإنشاء والتعمير             | 27 ديسمبر 1945               | 14 فبراير 1991       |
|             | الاتحاد البريدي العالمي                   | ?                            | ?                    |
|             | مؤسسة التمويل الدولية                     | 20 يوليو 1956                | 14 فبراير 1991       |
|             | منظمة الشرطة الجنائية الدولية             | ?                            | ?                    |
|             | الفريق المعني برصد الأرض                  | ?                            | ?                    |

## وصلات خارجية
- موقع وزارة الخارجية البريطانية
- موقع وزارة الخارجية المنغولية